# 正義必勝
《正義必勝》（日语：正義は勝つ），是富士電視台於1995年10月18日至12月20日每逢星期三播放的電視劇。

## 登場人物
高岡淳平：織田裕二（香港亞視配音：陳旭明）
昭和63年、中央大學法學部畢業。昭和62年、20歳司法試驗合格（律師資格考試）。平成2年、司法修習修了（第42期）。同年、弁護士（律師）登録（東京第一弁護士会、登録番号291820）。
姬野京子：鶴田真由（香港亞視配音：譚淑嫻）
石田学：段田安則（香港亞視配音：曾秉輝）
戶川光江：室井滋（香港亞視配音：徐愛貞）
大內将雄：井上順（香港亞視配音：馮志輝）
塚田等：谷啟（香港亞視配音：周永光）
高岡謙次郎（津嘉山正種）
岩淵芳彦：團時朗（香港亞視配音：黃志明）
塚田直子：井上晴美（香港亞視配音：黃玉娟）
布施富雄：高杉亘（香港亞視配音：黃志明）
神田慎：松崎しげる（香港亞視配音：黃志成）
角藤浩一郎（阿南健治）
水沼亜紀（長野里美）

## 主題歌
- 
  - 歌手：織田裕二
  - 作詞：織田裕二・真名杏樹
  - 作曲：織田裕二・井上慎二郎
  - 編曲：松本晃彦

## 外部連結
- （日語）
- （日語）